# Un refrain dans mon cœur
Pour les articles homonymes, voir Refrain.
Pour plus de détails, voir Fiche technique et Distribution.
Un refrain dans mon cœur (With a Song in My Heart) est un film américain de Walter Lang sorti en 1952.

## Synopsis
La vie de la chanteuse américaine Jane Froman.

## Fiche technique
- Titre : Un refrain dans mon cœur
- Titre original : With a Song in My Heart
- Réalisation : Walter Lang
- Producteur : Lamar Trotti
- Société de production : 20th Century Fox
- Scénario : Lamar Trotti
- Photographie : Leon Shamroy
- Musique : Alfred Newman
- Chorégraphe : Billy Daniel
- Direction artistique : Lyle R. Wheeler et Joseph C. Wright
- Costumes : Charles Le Maire
- Montage : J. Watson Webb Jr.
- Pays : États-Unis
- Langue : anglais
- Format : Technicolor
- Durée : 117 minutes
- Genre : Biopic, drame et film musical
- Date de sortie : 4 avril 1952 (États-Unis)

## Distribution
- Susan Hayward : Jane Froman
- Rory Calhoun : John Burn
- David Wayne : Don Ross
- Thelma Ritter : Clancy
- Robert Wagner : GI
- Helen Westcott : Jennifer March
- Una Merkel : Sœur Marie
- Richard Allan : Un danseur
- Max Showalter : Harry Guild

Acteurs non crédités
- Leif Erickson : Général
- Emmett Vogan : Médecin militaire